# Russ Cheever
Russell A. „Russ“ Cheever (* 6. April 1911; † 25. Mai 1987 in Ventura County) war ein US-amerikanischer Jazz- und Studiomusiker (Saxophone, Klarinette).

## Wirken
Cheever arbeitete ab Mitte der 1940er-Jahre als Musiker in Los Angeles; 1944 wirkte er bei Aufnahmen von Ella Mae Morse mit („The Patty Cake Man“, Capitol Records). Dann war er festangestellter Musiker beim 20th Century Fox Orchestra. In den 1950er-Jahren spielte er zudem in den Studioorchestern und Bands von Billy May, Spud Murphy, Russ Garcia,  Bill Hitz, Keith Williams, Tony Travis, Gus Bivona, Frank DeVol und Pete Fountain, in den 1960ern auch mit Pete Rugolo und Lionel Newman. Mit Jack Dumont, Morris Crawford und William Ulyate bildete Cheever daneben das Hollywood Saxophone Quartet, das ab 1951 aktiv war und für das u. a. Marty Paich, Lennie Niehaus, Jack Montrose und Warren Barker Arrangements schrieben. Die Gruppe spielte vier LPs für Liberty und Verve Records ein; Cheever spielte dort immer Sopransaxophon.
Mit Bob Gordon, Frank Morgan und Buddy Collette legte er 1956 (wiederum auf dem Sopransaxophon) die 4-Titel-Single „I Only Have Eyes for You“ vor. Im Bereich des Jazz war er laut Tom Lord zwischen 1944 und 1961 an 24 Aufnahmesessions beteiligt, auch an den Easy-Listening-Produktionen von The Voices of Walter Schumann. Als Studiomusiker wirkte er weiterhin bei Filmmusiken mit, wie der Science-Fiction-Fernsehserie der späten 1960er-Jahre Verschollen zwischen fremden Welten, für Jerry Goldsmith bei Kanonenboot am Yangtse-Kiang  (1966), Tora! Tora! Tora! (1970) und Flucht vom Planet der Affen (1971).

## Diskographische Hinweise
- Hollywood Saxophone Quartet: Jazz in Hollywood (Liberty, 1955), mit Mike Rubin, Dick Cornell
- Hollywood Saxophone Quartet: Sax Appeal (Liberty, 1958)
- Hollywood Saxophone Quartet: Warm Winds (Liberty, 1958)
- Hollywood Saxophone Quartet: French Impressions (Verve, 1960)